# 埃尔米特矩阵
埃尔米特矩阵（英語：Hermitian matrix，又译作厄米特矩阵，厄米矩阵），也稱自伴隨矩陣，是共轭對稱的方陣。埃尔米特矩阵中每一个第i行第j列的元素都与第j行第i列的元素的复共轭。例如{\displaystyle {\begin{bmatrix}3&2+i\\2-i&1\end{bmatrix}}}就是一个埃尔米特矩阵。
显然，埃尔米特矩阵主对角线上的元素都是实数，其特征值也是实数。对于实矩阵，如果它是对称矩阵，则它也满足埃尔米特矩阵的定义，即，实对称矩阵是埃尔米特矩阵的特例。

## 定义
对于矩阵{\displaystyle A\in C^{n\times n}}，若对A中任意元素{\displaystyle a_{i,j}}和{\displaystyle a_{j,i}}有：
{\displaystyle a_{i,j}={\overline {a_{j,i}}}}
其中{\displaystyle {\overline {(\cdot )}}}为共轭算子，则记作{\displaystyle A=A^{H}}，其中{\displaystyle {(\cdot )}^{H}}为共轭转置，称 {\displaystyle A} 为埃尔米特矩阵。

## 性质
- 若 {\displaystyle A} 和 {\displaystyle B} 是埃尔米特矩阵，那么它们的和 {\displaystyle A+B} 也是埃尔米特矩阵；而只有在 {\displaystyle A} 和 {\displaystyle B} 满足交换性（即{\displaystyle AB=BA}）时，它们的积才是埃尔米特矩阵。
- 可逆的埃尔米特矩阵 {\displaystyle A} 的逆矩阵 {\displaystyle A^{-1}} 仍然是埃尔米特矩阵。
- 如果 {\displaystyle A} 是埃尔米特矩阵，对于正整数 {\displaystyle n}，{\displaystyle A^{n}} 是埃尔米特矩阵。
- 方阵 {\displaystyle C} 与其共轭转置的和{\displaystyle C+(C^{*})}是埃尔米特矩阵，
- 方阵 {\displaystyle C} 与其共轭转置的差{\displaystyle C-C^{*}}是斜埃尔米特矩阵。
- 任意方阵 {\displaystyle C} 都可以用一个埃尔米特矩阵 {\displaystyle A} 与一个斜埃尔米特矩阵 {\displaystyle B} 的和表示：

{\displaystyle C=A+B\quad {\mbox{with}}\quad A={\frac {1}{2}}(C+C^{*})\quad {\mbox{and}}\quad B={\frac {1}{2}}(C-C^{*})}。
- 埃尔米特矩阵是正规矩阵，因此埃尔米特矩阵可被酉对角化，而且得到的对角阵的元素都是实数。这意味着埃尔米特矩阵的特征值都是实的，而且不同的特征值所对应的特征向量相互正交，因此可以在这些特征向量中找出一组Cn的正交基。
- n-阶埃尔米特矩阵的元素构成维数为 {\displaystyle n^{2}} 的实向量空间，因为主对角线上的元素有一个自由度，而主对角线之上的元素有两个自由度。
- 如果埃尔米特矩阵的特征值都是正数，那么这个矩阵是正定矩阵，若它们是非负的，则这个矩阵是半正定矩阵。

## 埃尔米特序列
埃尔米特序列（亦或埃尔米特向量）指满足下列条件的序列 {\displaystyle a_{k}}（其中 {\displaystyle k=0,1,...,n}）： 
{\displaystyle \Im (a_{0})=0\quad {\mbox{and}}\quad a_{k}={\overline {a_{n-k}}}\quad {\mbox{for }}k=1,2,\dots ,n}。
若 {\displaystyle n} 是偶数，则 {\displaystyle a_{\frac {n}{2}}}是实数。
实数序列的离散傅里叶变换是埃尔米特序列。反之，一个埃尔米特序列的逆离散傅里叶变换是实序列。